# 2022 dans le catholicisme
Chronologie du catholicisme
- 2018
- 2019
- 2020
- 2021
- 2022
- 2023
- 2024
- 2025
- 2026

Cet article présente les faits marquants de l'année 2022 dans le catholicisme.

## Évènements
- 21 janvier : Saint Irénée de Lyon est proclamé Docteur de l'Église par le pape François.
- 2 au 3 avril : voyage apostolique du pape à Malte.
- 15 mai : canonisation de Charles de Foucauld, de César de Bus, de Marie Rivier et 7 autres bienheureux.
- 22 mai : béatification de Pauline Jaricot.
- 24 au 30 juillet : voyage apostolique du pape au Canada.
- 27 août : consistoire pour la création de 20 cardinaux[1] dont 16 électeurs.
- 4 septembre : béatification de Jean-Paul Ier.
- 13 au 15 septembre : voyage apostolique du pape au Kazakhstan.
- 9 octobre : canonisation d'Artemide Zatti et de Jean-Baptiste Scalabrini.
- 3 au 6 novembre : voyage apostolique du pape au Bahreïn.

## Décès

### Janvier
- 2 janvier : Jean-Guy Couture, prélat canadien, évêque de Chicoutimi (° 6 mai 1929)
- 5 janvier : Francisco Álvarez Martínez, cardinal espagnol, archevêque de Tolède (° 14 juillet 1925)
- 13 janvier : Paul Masson, prêtre et militant associatif français (° 21 septembre 1925)
- 14 janvier : Alice von Hildebrand, philosophe et théologienne belgo-américaine (° 11 mars 1923)

### Février
- 3 février : Georges Athanasiadès, prêtre et organiste suisse (° 27 juillet 1929)
- 11 février : Irénée Noye, prêtre sulpicien, érudit, historien et archiviste français (° 12 octobre 1921)
- 12 février : Francis Xavier Sudartanta Hadisumarta, prélat indonésien, évêque de Manokwari-Sorong (° 13 décembre 1932)
- 16 février : 
  - Luigi de Magistris, cardinal italien de la Curie (° 23 février 1926)
  - Didier-Léon Marchand, prélat français, évêque de Valence (° 1er novembre 1925)
- 17 février : František Václav Lobkowicz, prélat tchèque, évêque d'Ostrava-Opava (de) (° 5 janvier 1948)
- 22 février : Germain Marc'hadour, prêtre, écrivain, philologue et enseignant français (° 16 avril 1921)

### Mars
- 5 mars : Agostino Cacciavillan, cardinal italien de la Curie (° 14 août 1926)
- 7 mars : Héctor Vargas, prélat chilien, évêque de Temuco (° 29 décembre 1951)
- 21 mars : Raymond Séguy, prélat français, évêque d'Autun (° 8 décembre 1929)
- 28 mars : Antonios Naguib, cardinal égyptien, patriarche copte d'Alexandrie (° 18 mars 1935)
- 30 mars : Mathew Cheriankunnel, prélat indien, évêque de Nalgonda (en) puis de Kurnool (en) (° 23 septembre 1930)

### Avril
- 6 avril : Christian Doumairon, prêtre français et personnalité de la culture (° 16 mars 1934)
- 20 avril : Javier Lozano Barragán, cardinal mexicain de la Curie (° 26 janvier 1933)
- 27 avril : Carlos Amigo Vallejo, cardinal espagnol, archevêque de Séville (° 23 août 1934)

### Mai
- 3 mai : Michel Schooyans, prêtre, enseignant et théologien belge (° 6 juillet 1930)
- 27 mai : Angelo Sodano, cardinal italien de la Curie, cardinal-secrétaire d’État (° 23 novembre 1927)

### Juin
- 7 juin : Marco Luzzago, lieutenant du grand maître de l'ordre souverain de Malte (° 23 juin 1950)

### Juillet
- 2 juillet : Laurent Noël, prélat canadien, évêque de Trois-Rivières (° 19 mars 1920)
- 4 juillet : Claudio Hummes, cardinal brésilien de la Curie (° 8 août 1934)
- 12 juillet : Ivo Fürer, prélat suisse, évêque de Saint-Gall (° 20 avril 1930)
- 27 juillet : Paul Bertrand, prélat français, évêque de Mende (° 11 juillet 1925)
- 31 juillet : 
  - Hubert Coppenrath, prélat français, archevêque de Papeete (° 18 octobre 1930)
  - Hubertus Leteng, prélat indonésien, évêque de Ruteng (° 1er janvier 1959)

### Août
- 8 août : Jozef Tomko, cardinal slovaque de la Curie (° 11 mars 1924)
- 12 août : Lewis Jerome Zeigler, prélat libérien, archevêque de Monrovia (° 4 janvier 1944)
- 20 août : Séamus Freeman, prélat irlandais, évêque d'Ossory (° 23 février 1944)
- 22 août : Rembert Weakland, prélat américain, archevêque de Milwaukee (° 2 avril 1927)
- 23 août : Luiz Mancilha Vilela, prélat brésilien, archevêque de Vitória (° 5 mai 1942)
- 28 août : Peter Stephan Zurbriggen, prélat suisse, diplomate du Saint-Siège et archevêque titulaire de Glastonia (de) (° 27 août 1943)

### Septembre
- 11 septembre : John W. O'Malley, prêtre jésuite, enseignant et théologien américain (° 11 juin 1927)
- 15 septembre : Francescantonio Nolè, prélat franciscain italien, archevêque de Cosenza-Bisignano (° 9 juin 1948)

### Octobre
- 7 octobre : Paul-Mounged El-Hachem (en), prélat libanais, diplomate du Saint-Siège et archevêque titulaire de Darnis (de) (° 8 septembre 1934)
- 18 octobre : John Paul Meier, prêtre, bibliste et théologien américain (° 8 août 1942)
- 22 octobre : Patrick Coveney, prélat irlandais, diplomate du Saint-Siège et archevêque titulaire de Satrianum (de) (° 29 juillet 1934)

### Novembre
- 4 novembre : François Colimon, prélat monfortain haïtien, évêque de Port-de-Paix (° 10 juillet 1934)
- 26 novembre : Paul Swain, prélat américain, évêque de Sioux Falls (° 12 septembre 1943)
- 27 novembre : Richard Baawobr, cardinal ghanéen, évêque de Wa (° 21 juin 1959)

### Décembre
- 4 décembre : Pablo Puente, prélat espagnol, diplomate du Saint-Siège et archevêque titulaire de Macri (de) (° 16 juin 1931)
- 5 décembre : Marie-Édouard Mununu-Kasiala, prélat congolais, évêque de Kikwit (° 15 août 1936)
- 15 décembre : Shilananda (Pere Julià Mayol), prêtre jésuite et missionnaire espagnol (° 17 juin 1925)
- 16 décembre : Klaus Mayer, prêtre allemand engagé en faveur du dialogue judéo-chrétien (° 24 février 1923)
- 17 décembre : Severino Poletto, cardinal italien, archevêque de Turin (° 18 mars 1933)
- 19 décembre : 
  - Jonas Boruta, prélat jésuite et théologien lituanien, évêque de Telšiai, précédemment évêque titulaire de Vulturaria (de) (° 11 octobre 1944)
  - Erwin Josef Ender, prélat allemand, diplomate du Saint-Siège et archevêque titulaire de Germania-en-Numidie (de) (° 7 septembre 1937)
- 28 décembre : 
  - Bernard Barsi, prélat français, archevêque de Monaco (° 4 août 1942)
  - Waldebert Devestel, prêtre belge, supérieur des Frères de la charité de Gand (° 10 juillet 1930)
- 31 décembre : 
  - Benoît XVI, 265e pape, pape émérite (° 16 avril 1927)
  - Daniel Labille, prélat français, évêque de Créteil (° 15 octobre 1932)